# Melvin B. Tolson
Melvin Beaunorus Tolson (6 de febrero de 1898 – 29 de agosto de 1966) fue un poeta modernista estadounidense, educador, columnista y político.  Su obra se enfocó en la experiencia de los afroestadounidenses e incluye varios poemas históricos largos.  Su trabajo estuvo influido por su estudio del Renacimiento de Harlem, a pesar de que pasó casi toda su carrera en Texas y Oklahoma.
Tolson es el protagonista del biopic de 2007 Grandes Debates. La película, producida por Oprah Winfrey, está basado en su trabajo en la Universidad de Wiley (de estudiantes predominantemente negros), en Marshall, Texas, y sus debates con la Universidad del Sur de California (USC).  Tolson es interpretado por Denzel Washington, quien también dirigió la película.

## Primeros años y educación
Nacido en Moberly, Misuri, Tolson fue uno de los cuatro hijos del reverendo Alonzo Tolson, ministro metodista, y de Lera (Hurt) Tolson, costurera de ascendencia creek y africana. Alonzo Tolson también era de raza mixta, hijo de una mujer esclava y su amo blanco. Sirvió en varias iglesias en el área de Misuri y Iowa hasta que se estableció por más tiempo en la Ciudad de Kansas.  El reverendo Tolson estudió durante toda su vida para suplir la limitada educación que había recibido en la niñez, incluso tomando cursos por correspondencia de latín, griego y hebreo. Ambos padres dieron mucho énfasis a la educación de sus niños.
Melvin Tolson se graduó del Instituto Lincoln en Kansas en 1919.  Se matriculó en la Universidad Fisk pero se transfirió a la Universidad Lincoln, en Pennsilvania, al año siguiente por razones financieras.  Tolson se graduó con honores en 1924.  Se convirtió en miembro de la fraternidad Omega Psi Phi.

## Matrimonio y familia
En 1922, Melvin Tolson se casó con Ruth Southall de Charlottesville, Virginia, a quien había conocido siendo estudiante en la Universidad Lincoln.  Su primer hijo fue Melvin Beaunorus Tolson Jr., quien de adulto, se convertiría en profesor de la Universidad de Oklahoma.  Le seguirían Arthur Lincoln, quien de adulto se convertiría en profesor de Universidad del Sur; Wiley Wilson; y Ruth Marie Tolson.  Todos los niños nacieron alrededor de 1928.

## Carrera
En 1930-31 Tolson tomó un sabático para estudiar una maestría en la Universidad de Columbia.  Su proyecto de tesis, "El grupo de escritores negros de Harlem", estuvo basado en sus extensas entrevistas con miembros del Renacimiento de Harlem.  Su poesía estuvo fuertemente influida por su temporada en Nueva York. Completó su obra y obtuvo el grado del maestro en 1940.
Después de su graduación, Tolson y su mujer se mudaron a Marshall, Texas, donde enseñó expresión e inglés en la Universidad de Wiley (1924–1947). La pequeña, históricamente negra universidad metodista episcopal tuvo una gran reputación entre negros en el sur de Estados Unidos y Tolson se convirtió en una de sus estrellas.
Además de enseñar inglés, Tolson empleó su energía en varias direcciones en Wiley.  Constituyó un equipo de debate galardonado, la Sociedad Forense de Wiley.  Durante su gira de 1935,  rompieron con la barrera de color y compitieron contra la Universidad del Sur de California, a la cual derrotaron.  Allí también cofundó la Asociación del Sur de Artes Dramáticas y Oratorias (intercolegial negra) y dirigió el club de teatro. Además,  entrenó al joven equipo de fútbol de la universidad.
Tolson fue mentor de estudiantes como James L. Farmer, Jr. y Heman Sweatt, quienes más tarde se convertirían en activistas de derechos civiles.  Animó a su alumnado a no sólo ser personas de bien, sino de defender sus derechos. Esta era una posición polémica en el segregado sur de EE. UU. de principios y mediados del siglo XX.
En 1947 Tolson empezó enseñar en la Universidad Langston, una universidad históricamente negra en Langston, Oklahoma, donde trabajó durante los siguientes 17 años.  Fue dramaturgo y director del Teatro Dust Bowl en la universidad.  Uno de su alumnos en Langston fue Nathan Hare, pionero de los estudios de la negritud, quién se convertiría en el editor fundador de la revista The Black Scholar.
En 1947 Liberia nombró a Tolson su Poeta Laureado.  En 1953 completó un importante poema épico en honor del centenario de la nación, el Libretto for the Republic of Liberia.
Tolson entró en la política local y fungió en tres ocasiones como alcalde de Langston de 1954 a 1960.
En 1947, Tolson fue acusado de haber estado activo en organizar peones de granja y granjeros que rentaban a fines de los treinta (aunque la naturaleza de sus actividades es incierta) y de tener nexos izquierdistas radicales.
Tolson fue un hombre de intelecto impresionante que creó poesía que era “graciosa, ingeniosa, humorística, bufonesca, grosera, cruel, amarga e hilarante,” como describió el crítico Karl Shapiro el Harlem Gallery.  El poeta Langston Hughes lo describió como “ningún intelectualoide. Los estudiantes lo veneran y aman. A los chicos de los campos de algodón les gusta. Los vaqueros le entienden ... Es un gran conversador.”
En 1965, Tolson fue designado al Instituto Tuskegee por un plazo de dos años, donde fue Poeta Avalon. Murió tras una cirugía de cáncer en Dallas, Texas, el 29 de agosto de 1966. Fue enterrado en Guthrie, Oklahoma.

## Obras literarias
Desde 1930, Tolson empezó escribir poesía. También escribió dos obras teatrales por 1937, a pesar de que no continuó trabajando este género.
En 1941,  publicó su poema "Sinfonía Oscura" en Atlantic Monthly. Algunos críticos creen que es su obra mayor, en la que compara y contrasta la historia afroestadounidense y euroestadounidense.
En 1944 Tolson publicó su primera colección de poesía Rendezvous with América, el cual incluye Sinfonía Oscura.  Estuvo especialmente interesado en acontecimientos históricos qué había caído en el olvido.
A fines de los cuarenta, tras dejar su magisterio en Wiley, The Washington Tribune contrató Tolson para escribir una columna semanal, la cual llamó "Col y Caviar".
El Libreto para la República de Liberia (1953), otro trabajo importante, está escrito en forma de un poema épico en una secuencia rapsódica de ocho partes.  Está considerado un trabajo modernista en inglés importante.
La obra final de Tolson que apareció en su vida, el poema largo Harlem Gallery, fue publicado en 1965.  El poema consta de varias secciones, cada una principia con una letra del alfabeto griego.  El poema se concentra en la vida afroestadounidense. Fue un cambio llamativo respecto de sus primeros trabajos, y fue compuesto en un estilo de jazz con cambios rápidos y alusiones intelectualmente densas y ricas.
En 1979 una colección de la poesía de Tolson fue publicada póstumamente y titulada A Gallery of Harlem Portraits.  Estos poemas fueron escritos durante su año en Nueva York.  Representaron una mezcla de varios estilos, incluyendo narrativas cortas en verso libre.  Esta colección estuvo influida por la forma suelta de la Antología de Spoon River de Edgar Lee Masters.  Una comunidad urbana, racialmente diversa y culturalmente rica está representada en A Gallery of Harlem Portraits.
Con interés creciente en Tolson y su periodo literario, en 1999 la Universidad de Virginia publicó una colección de su poesía titulada Harlem Gallery and Other Poems de Melvin B. Tolson, editada por Raymond Nelson.
Los documentos de Tolson están albergados en la Biblioteca de Congreso.